# Sucha (dopływ Bzury)
Sucha (Nida) – rzeka, prawy dopływ Bzury o długości 32,11 km.
Przepływa przez miejscowości: Miedniewice, Różanów, Kurdwanów, Kościelna Góra, Nowa Sucha, Stara Sucha i Zakrzew, gdzie uchodzi do Bzury.